# Monumento Conmemorativo a Henry W. Maxwell
El Monumento Conmemorativo a Henry W. Maxwell (en inglés, Henry W. Maxwell Memorial) es un monumento público ubicado en la Grand Army Plaza de Brooklyn en la ciudad de Nueva York (Estados Unidos). Fue diseñado por el escultor Augustus Saint-Gaudens y consiste en una placa de bronce que presenta un relieve de Maxwell, un filántropo local y comisionado del parque, fijado a una roca. El monumento se inauguró en 1903 en la intersección de Eastern Parkway y Flatbush Avenue. En 1912, el monumento se trasladó a su ubicación actual en Grand Army Plaza. En la década de 1970, debido al vandalismo, la placa se retiró y se almacenó, y en 1996 se colocó una placa de reemplazo en la roca. La placa original se encuentra en el Museo de Brooklyn.

## Historia

### Biografía
Henry W. Maxwell nació el 17 de diciembre de 1850. Criado en Brooklyn, fue un hombre de negocios exitoso, que se desempeñó como socio comercial en Maxwell and Graves Bank y como director de varias otras corporaciones, incluida Brooklyn Trust Company. Maxwell también fue un filántropo prolífico, donando a numerosos esfuerzos educativos en la ciudad, incluido el Long Island College Hospital y el Brooklyn Institute of Arts and Science. También estuvo involucrado en la política local, sirviendo como miembro de la junta de educación de Brooklyn durante varios años y como comisionado de parques de Brooklyn en 1884. Murió en 1902 a la edad de 52 años, y algunas estimaciones afirman que donó más de 300 000 dólares al año durante su vida. El día de su funeral, las banderas de todas las escuelas públicas de Brooklyn ondearon a media asta como muestra de respeto.

### Monumento
Poco después de su muerte, varios amigos y conocidos comenzaron a planificar un memorial público en su honor. Se formó un comité para recaudar dinero para este propósito, con Charles A. Schieren como presidente, y encargaron al destacado escultor estadounidense Augustus Saint-Gaudens que creara una placa conmemorativa. Saint-Gaudens trabajó en la placa en su estudio en Cornish, New Hampshire, donde fue asistido por otro escultor, Albert Jaegers. En total, la escultura costó 7000 dólares. Luego, la placa terminada se fijó a una gran roca que se había excavado en el Sunset Park de Brooklyn. El monumento terminado, ubicado en la intersección de Eastern Parkway y Flatbush Avenue, se inauguró el 26 de diciembre de 1903. Schieren presentó el memorial, que fue aceptado en nombre de la ciudad de Nueva York por el alcalde, Seth Low. La sobrina de Maxwell inauguró el monumento, que había sido cubierto con una bandera estadounidense.
Inicialmente ubicado junto a un embalse cerca de Mount Prospect Park, en 1912 el monumento se trasladó para acomodar la construcción de la Biblioteca Central de Brooklyn en el lugar. El monumento se trasladó a su ubicación actual, Grand Army Plaza, cerca de la intersección de Plaza Street East y St. John's Place, y los informes afirman que la mudanza tomó una semana e involucró a diez caballos debido al peso de la roca. Debido al vandalismo persistente del monumento, el Departamento de Parques y Recreación de la ciudad de Nueva York retiró la placa a principios de la década de 1970. Permaneció almacenada hasta 1997 cuando, gracias al apoyo de la Fundación David Schwartz, la placa fue reparada y cedida al Museo de Arte de Brooklyn. Se hicieron dos réplicas de la placa original, una se volvió a colocar en la roca y la otra se exhibió en el Parque Histórico Nacional de Saint-Gaudens en Cornish. La nueva placa se colocó en Modern Art Foundry, con una nueva dedicación del memorial celebrada el 25 de junio de 1996.

## Diseño
El relieve de bronce representa a Maxwell en una vista de tres cuartos mirando hacia la izquierda. La cabeza y los hombros de Maxwell están representados dentro de un redondel, que está rodeado por una corona hecha de hojas de roble y bellotas. Una cinta estilizada está presente tanto por encima como por debajo del redondel. Alrededor del borde superior del círculo, está inscrito lo siguiente: "MDCCCL HENRY W. MAXWELL MCMII". Cerca de la parte inferior de la placa, está inscrito lo siguiente: "ESTE MEMORIAL ERECIDO POR SUS / AMIGOS ES SU TRIBUTO A SU / DEVOCIÓN A LA EDUCACIÓN PÚBLICA Y / LA CARIDAD EN LA CIUDAD DE BROOKLYN". Además, Saint-Gaudens firmó el relieve con su monograma, "A ST G". La placa mide aproximadamente 130 cm de alto, 91 cm de ancho y 3 cm de profundidad. La roca de granito rosa a la que está fijada la placa mide 244 cm de altura y 183 cm de ancho y pesa aproximadamente 20 toneladas.